# Apoštolská posloupnost

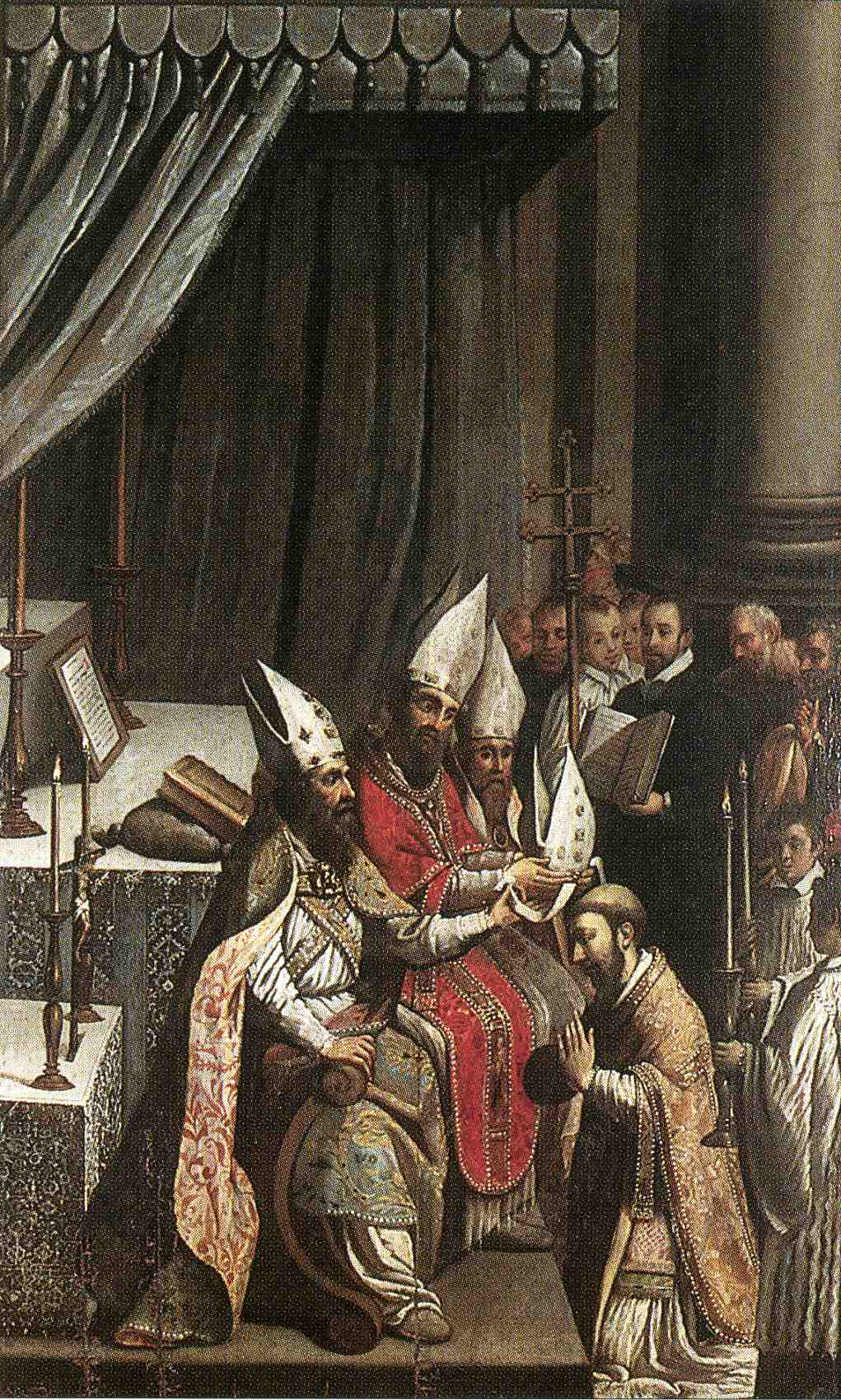
Biskupské svěcení v římskokatolické církvi

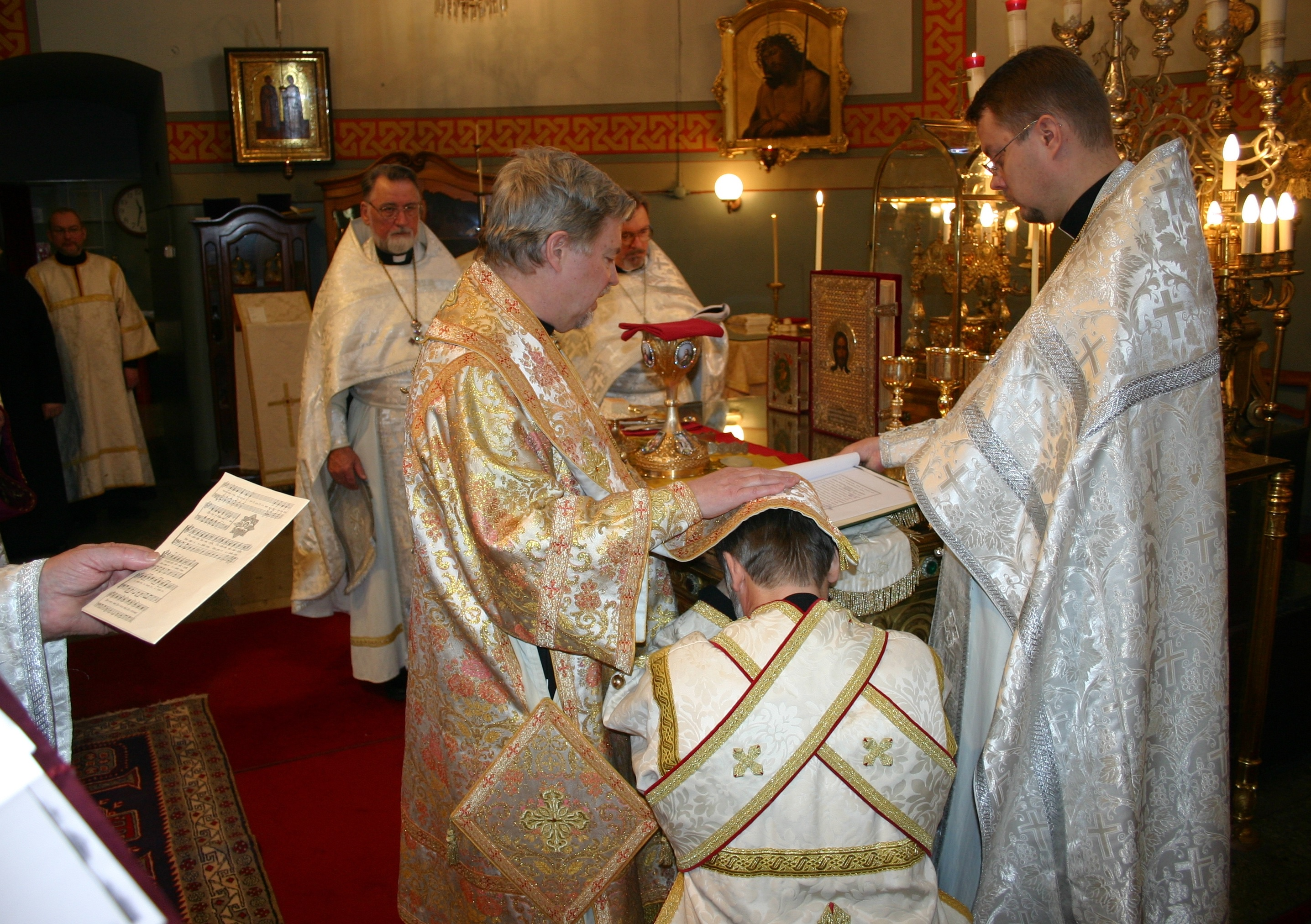
Svěcení (chirotonie) v pravoslaví

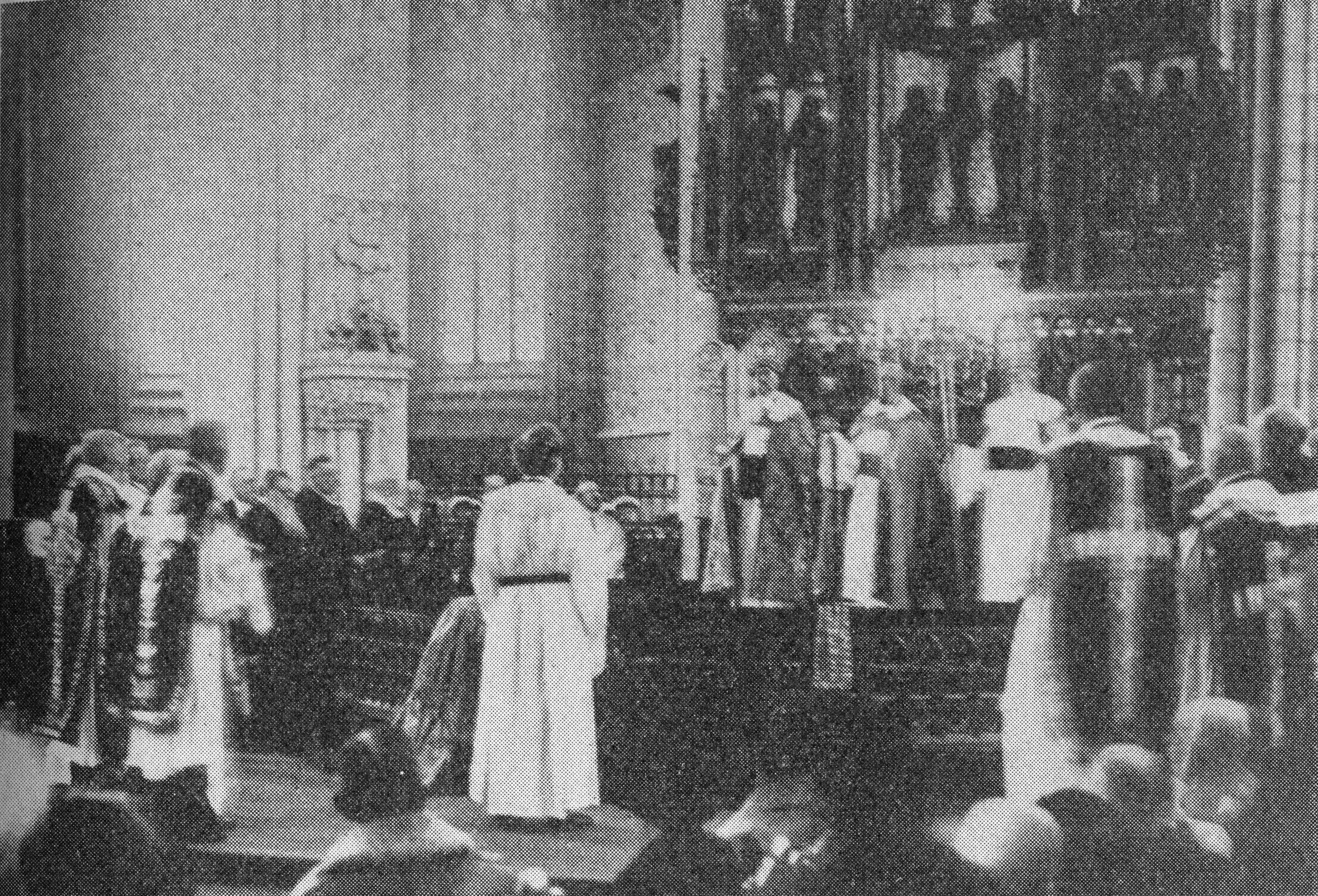
Biskupské svěcení N. Söderbloma ve švédské luterské církvi

Apoštolská posloupnost (též apoštolská sukcese) je teologický termín, jímž se rozumí návaznost, ve které každý katolický a pravoslavný biskup je „následníkem“ dalších biskupů, kde toto „následnictví“ sahá až k apoštolům (proto apoštolská). Podle tohoto pojetí je katolická církev duchovní nástupkyní apoštolů. Různé křesťanské církve však tuto nauku vykládají různým způsobem. Některé církve (např. anglikáni) odvozují svá biskupská svěcení podle apoštolské posloupnosti.

## Pojetí ve starověku
Církevní Otcové prvních staletí se odvolávali na apoštolskou posloupnost jakožto určitou zkoušku pravověrnosti té které nauky – zda je pravověrná a nikoli heterodoxní. To bylo v dobách velkých kontroverzí a zvláště střetu mezi křesťanskou církví a gnostickými sektami naprosto nezbytné. Všichni se odvolávali na svatá Písma a bylo proto potřebné mít k dispozici ještě jiné měřítko.
Protestantský církevní historik J. N. D. Kelly píše ve svém nejvýznačnějším díle Early Christian Doctrines:
Kde lze nalézt apoštolské svědectví nebo tradici prakticky? […] Nejzjevnější odpovědí byla ta, kterou apoštolové svěřili ústně Církvi a která byla předávána z generace na generaci. […] Na rozdíl od domnělých tradic gnostických byla tato tradice zcela veřejná a otevřená, protože ji apoštolové svěřili svým nástupcům a ti zase těm, kdo přišli po nich, a byla proto v Církvi viditelná všem, kdo o ni měli zájem a hledali ji. (Early Christian Doctrines, s. 37)
Pro církevní spisovatele prvních staletí podle Kellyho
„garantovala identitu ústní tradice s původním zjevením nepřerušená posloupnost biskupů velkých biskupských sídel, jejíž linie vedla k apoštolům. […] Další zárukou byl Duch Svatý, neboť poselství bylo svěřeno Církvi, a Církev je (v chápání těchto spisovatelů) domovem Ducha. Biskupové církve jsou […] Duchem obdaření muži obdaření „neomylným charismatem pravdy“ (tamtéž).

### Svědectví 1. století
Velmi raným svědectvím je zásah římského biskupa Klémenta kolem roku 80, kdy napsal korintské církvi list, ve kterém řeší problém, který v této církvi nastal. Církev reptala proti svým představitelům a to tak hlasitě, že toto reptání dolehlo až ke sluchu jiným církevním obcím (srov. 1. list Klémentův, 1,1; 46,5–47,7). Tváří v tvář tomuto velkému pohoršení zasahuje římská církev. Římský biskup proto Korintským připomíná, jaké je místo hlasatelů evangelia, těm, kterým je svěřena služba v církvi.
Za hlasatele evangelia nám ustanovil Pán Ježíš Kristus apoštoly. Ježíš Kristus zase byl poslán od Boha. Tedy Kristus od Boha, apoštolové od Krista. Obojí v krásném řádu podle Boží vůle. Apoštolové když tedy přijali příkaz učit a když zmrtvýchvstáním Pána Ježíše Krista nabyli jistoty a po seslání Ducha Svatého byli v Božím slově utvrzeni, vyšli hlásat příchod Božího království. Kázali po vesnicích i městech. Tam věřícím ustanovili za biskupy a jáhny své první žáky, jež z vnuknutí Ducha Svatého uznali za vhodné tohoto úřadu. Toto nebylo ničím novým. Již před dávnými časy je psáno o biskupech a jáhnech. Písmo kdesi říká toto: „Ustanovím biskupy jejich ve spravedlnosti a jáhny jejich ve víře“ (nepřesná citace Iz 60,17). (1Clem 42).
I naši apoštolové věděli skrze našeho Pána Ježíše Krista, že kvůli biskupskému úřadu vzniknou spory. Proto obdařeni darem dokonalé předvídavosti ustanovili shora jmenované a pak také ustanovili, aby po jejich smrti převzali jejich službu další osvědčení muži. O těch, kteří byli ustanoveni od apoštolů a o dalších, kteří byli s vědomím církve od nástupců apoštolů ustanoveni a kteří slouží Kristově stádci rádi, pokorně, neohroženě a ne řemeslně a jimž všichni po dlouhou dobu dávají nejlepší vysvědčení, soudíme, že jsou nespravedlivě zbavováni úřadu. Nebudeme mít malý hřích, jestliže zbavujeme biskupského úřadu ty, kteří rádi a bezúhonně konali svou povinnost. Blahoslavení kněží, kteří dříve působili a již zemřeli plodnou a svatou smrtí. Ti již nemusí mít strach, že je někdo odstraní z určeného jim místa. Víme totiž, že jste některé zbavili důstojné služby, ač ji bezúhonně vykonávali (1Clem 44).
Tento list, sepsaný ne až tak dlouho po smrti apoštola Pavla, který sám znal velmi dobře korintskou obec a ve svých listech ji napomínal, je nám svědectvím o tom, jakou vážnost měl v církvi úřad. Jako Otec poslal svého Syna, tak i Syn poslal apoštoly, aby hlásali jeho evangelium. Ti pak posílají své nástupce, aby pokračovali v tomto jejich poslání, poslání spásy, které Otec svěřil Synovi. Garantem a tvůrčí silou tohoto poslání a hlásání je Duch Svatý, vždyť v Duchu Kristově je evangelium hlásáno a on je zárukou pravdy, kterou Kristus vyučil své apoštoly.
Pro otázku raného Klémentova svědectví je jistě zajímavá i skutečnost, že podle svědectví církevního spisovatele přelomu 2. a 3. století Tertulliana Kléménta ustanovil za biskupa apoštol Petr:
Církev ve Smyrně se například odvolává na to, že Polykarpa ustavil Jan, a církev Římanů, že Klémenta vysvětil (ordinatum est) Petr (De praescriptione haereticorum 32,2).

### Hegesippos
Eusebios z Kaisareie, autor Církevních dějin popisuje pět ztracených knih Hegesippových ze 2. století. Tyto knihy se ztratily a dochoval se nám z nich pouze malý úryvek, který cituje právě Eusebius (HE 4,30). Hegesippus se v něm raduje z toho, že se setkal s mnoha biskupy, kteří mají stejnou víru. Posloupnost biskupů v jednotlivých církevních obcích je pro něj důležitá a děje se podle ustanovení Písma (Zákon, Proroci a Pán):
Když jsem přišel do Říma, setrval jsem tam až do doby Aniceta, jehož jáhnem byl Eleutherus. Po smrti Aniceta pak nastoupil Soter a po něm Eleutherus. Při ustanovování nástupce biskupa v každém městě se postupuje tak, jak to nařizují Zákon, Proroci a Pán…

### Irenej z Lyonu
Dalším důležitým svědectvím, jak raná církev pojímala apoštolskou posloupnost, je svědectví galského biskupa a mučedníka Ireneje z Lyonu (Eirénaios, † 202) z jeho díla Proti herezím (kolem roku 190, dále jen AH z latinského názvu Adversus haereses):
Kdokoli v každé církvi, kdo by chtěl poznat pravdu, může kontemplovat tradici apoštolů, kterou nám bylo dáno poznat po celém světě. Můžeme vypočítat ty, koho apoštolové ustanovili jako biskupy a jejich nástupce až do našich dob, muže, kteří ani nevěděli o tom, o čem heretici blouzní, ani to neučili. (AH 3,3,1)
O kapitolu dále poukazuje Irenej „na posloupnost biskupů největší a nejstarší církve, která je známa všem, a kterou v Římě založili a uspořádali dva nejslavnější apoštolové, Petr a Pavel – té církve, která vlastní tradici a víru, se kterou přichází k nám, poté co ji apoštolové hlásali lidem“ (AH 3,3,2). Irenej byl přesvědčen, že „s touto církví musejí […] souhlasit všechny církve, tj. všichni věřící po celém světě. A právě v ní věřící na kterémkoli místě zachovali apoštolskou tradici“ (3,3,2).
Irenej též vydává svědectví, že v mládí viděl žáka apoštolů, smyrnenského biskupa a mučedníka Polykarpa, kterého v jeho církevní obci ustanovili sami apoštolové (AH 3,3,4). Apoštolskou posloupnost církevních obcí chápe tedy jako měřítko a důkaz, že křesťanská víra, jak ji učí katolická církev, je shodná s učením apoštolů (viz AH 3,4,1). Chápe jako povinnost poslouchat kněze, držitele apoštolské posloupnosti a charismatu pravdy, a podezírá ty, kdo se od apoštolské posloupnosti odloučili (srov. AH 4,26,2), když jinde píše:
Pravým poznáním je učení apoštolů a starobylé uspořádání Církve po celém světě a zjevnost Kristova těla podle posloupnosti biskupů, kteroužto posloupností biskupů bylo [toto poznání] svěřeno církvi, která se nachází všude. (4,33,8)

### Tertullianus
Tertullianus, církevní spisovatel z Kartága v severní Africe, napsal kolem roku 200 spisek De praescriptione haereticorum jako obranu církve proti heretickým názorům a skupinám. Následující úryvek prozrazuje své přesvědčení, které sdílel s církví:
[Apoštolové] založili církve v každém městě, ze kterých všechny ostatní církve, jedna po druhé, odvozovaly své podání víry a semena nauky, a každý den je odvozují, aby se mohly stát církvemi. Pouze z tohoto důvodu budou schopny považovat se za apoštolské, za výhonek apoštolských církví. Každý rod se musí nutně obracet ke svému původci, aby zjistil, kým je. Proto církve, ačkoli jsou mnohé a tolik veliké, obsahují pouze jedinou původní církev, [zbudovanou] na apoštolech, ze které všechny [pocházejí]. Tímto způsobem jsou všechny prvotní a všechny jsou apoštolské, pokud prokázaly, že jsou v jednotě jedno. (kap. 20)

### Augustinus
Jeden ze čtyř velikých otců západní církve, hipponský biskup Augustinus vyjadřuje své názory na apoštolský původ církve v jednom ze svých polemických spisů:
Existuje mnoho věcí, pro které zůstávám po právu v lůně (katolické církve). Drží mě v ní svornost lidí a národů, drží mě v ní autorita započatá zázraky, živená nadějí, rozrostlá láskou, upevněná starobylostí. Drží mě zde posloupnost kněží od samotného stolce apoštola Petra, jemuž Pán po zmrtvýchvstání svěřil úkol živit jeho ovce (Jan 21,15–17), až po současný episkopát (tj. biskupy). A nakonec mě zde drží samotný název „katolická“, který, nikoli bez důvodu, náleží pouze této Církvi, takže žádný heretik, ačkoli se všichni chtějí nazývat „katolickými“, se neodváží ukázat poutníkovi, když se jej zeptá, jak se dostane ke katolickému kostelu, cestu ke své bazilice nebo domu. (Contra epistulam Manichaei quam vocant Fundamenti liber unus 4,5)

## Dnešní pojetí u různých církví
Katolická církev, pravoslaví, východní miafyzitské církve, nestoriánská církev (tj. Asyrská církev Východu), anglikánské církve, starokatolické církve a některé lutherské církve se drží přesvědčení, že apoštolská posloupnost je zachována prostřednictvím svěcení (ordinace) biskupů v nepřerušené osobní linii, avšak nauku tyto církve nevykládají shodně.
Pro katolickou a pravoslavnou teologii má nepřerušenost apoštolské posloupnosti velký význam kvůli Kristovu zaslíbení, že církev „brány pekel nepřemohou“ (Bible, Matoušovo evangelium 16,18) spolu s dalším příslibem, že bude s apoštoly až do konce věků. Pokud by apoštolská posloupnost byla přerušena, pak by to podle nich znamenalo, že Ježíš tento svůj slib nedodržel. Katolická církev i pravoslaví věří, že víra každé z nich je v souladu s vírou apoštolů (viz výše Irenej z Lyonu).
Katolíci uznávají platnost apoštolské posloupnosti pravoslavných a východních miafyzitských církví, avšak východní církve se v pohledu na platnost katolických svěcení liší (Ruská pravoslavná církev uznává svěcení pouze ostatních pravoslavných církví, kdežto Konstantinopolský patriarchát uznává nejen katolická, ale i anglikánská svěcení). Papež Lev XIII. prohlásil ve své bule Apostolicae curae, že římskokatolická církev věří, že svěcení u anglikánů nejsou platná, protože v obřadu svěcení došlo ke změně v době anglického krále Eduarda VI. a jejich platnost neuznávají. Naopak katolíci uznávají též platnost apoštolské posloupnosti starokatolických církví (Utrechtské unie).
Krom zachování historického předání posloupnosti východní miafyzitské církve a pravoslavné církve ještě vyžadují, aby nositel církevního úřadu zachoval pravoslavnou víru, tj. v jejich chápání víru apoštolů. Arménská apoštolská církev, jedna z východních miafyzitských církví, uznává katolická biskupská svěcení bez tohoto vymezení (a naopak katolická církev uznává biskupská svěcení této církve – je to proto, že ve středověku existovala po určitý čas unie mezi Katolickou církví a částí Arménské apoštolské církve).
Některé ostatní církve – anglikánské církve, episkopální církve, lutherské církve, starokatolické církve a některé církve metodistické si podle svého mínění apoštolskou posloupnost též uchovaly.
Většina protestantských církví ale neučí, že by podobné historické předání prostřednictvím vkládání rukou bylo nezbytné. Apoštolové jako učedníci Ježíšovi jsou pro ně sami o sobě dostatečným základem pro církev po celé dějiny skrze Písmo svaté, které sepsali. Mít víru apoštolů pro ně znamená věřit v to, co říká Písmo a přijímat toto slovo v Duchu Svatém. Toto pojetí vychází z protestantských principů sola fide a sola scriptura.